# Павлувек (Куявсько-Поморське воєводство)
Павлувек (пол. Pawłówek, нім. Pawlowke, Paulshöfen) — село в Польщі, у гміні Сіценко Бидґозького повіту Куявсько-Поморського воєводства.
Населення — 535 осіб (2011).
У 1975-1998 роках село належало до Бидгощського воєводства.

## Демографія
Демографічна структура станом на 31 березня 2011 року:
|          | Загалом | Допрацездатний вік | Працездатний вік | Постпрацездатний вік |
| -------- | ------- | ------------------ | ---------------- | -------------------- |
| Чоловіки | 285     | 68                 | 197              | 20                   |
| Жінки    | 250     | 59                 | 157              | 34                   |
| Разом    | 535     | 127                | 354              | 54                   |